# Rodolfo Condado Rodríguez
Rodolfo Condado Rodríguez (Madrid, 24 de febrer de 1965) és un exfutbolista i entrenador madrileny. Com a jugador, ocupava la posició de defensa.

## Trajectòria
Es va formar a les categories inferiors de l'Atlètic de Madrid. Només jugaria un partit amb el primer equip, a la 84/85, dins la jornada de vaga dels futbolistes professionals que va obligar els clubs a treure els juvenils.
Posteriorment, Rodolfo fitxa pel Getafe CF, i el 1989, per la UD Salamanca, amb qui pujaria de Segona B a primera divisió. La 95/96 va ser el seu retorn a la màxima categoria, i va jugar 23 partits. El Salamanca va baixar i el defensa va continuar un any més al planter. El 1996 recala al CD Ourense, on penjaria les botes a l'any següent.
Després de retirar-se, Rodolfo ha seguit vinculat al món del futbol com a tècnic de clubs modestos, com el madrileny CD Galapagar.